# Bruno Forte
Bruno Forte (Napoli, 1º agosto 1949) è un arcivescovo cattolico e teologo italiano, dal 26 giugno 2004 arcivescovo metropolita di Chieti-Vasto.

## Biografia
Nasce a Napoli, città capoluogo di provincia e sede arcivescovile, il 1º agosto 1949.

### Formazione e ministero sacerdotale
Dopo aver conseguito la maturità classica entra nel seminario arcivescovile di Napoli, dove segue i corsi istituzionali.
Il 18 aprile 1973 è ordinato presbitero dal cardinale Corrado Ursi per l'arcidiocesi di Napoli. Dopo l'ordinazione presta servizio pastorale presso le parrocchie di Nostra Signora del Sacro Cuore, Santa Maria della Sanità e Santa Maria del Soccorso.
Nel 1974 consegue il dottorato in teologia presso la facoltà teologica di Napoli-Capodimonte; approfondisce gli studi a Tubinga e a Parigi e nel 1977 si laurea in filosofia presso l'Università degli Studi di Napoli Federico II.
Autore di numerose pubblicazioni di teologia, filosofia e spiritualità, assai note anche a livello internazionale, è docente di teologia dogmatica presso la sezione San Tommaso della Pontificia facoltà teologica dell'Italia meridionale, di cui è decano per tre mandati; preside della Pontificia facoltà teologica dell'Italia meridionale per tre anni. È il primo relatore al Convegno della Chiesa italiana a Loreto, nel 1985, e all'assemblea delle Chiese europee a Erfurt, nel 1988.
Presiede la commissione preparatoria al documento Memoria e riconciliazione, che accompagna la giornata del Perdono di papa Giovanni Paolo II durante il Giubileo del 2000. Nel 2002 è nominato membro del consiglio scientifico dell'Istituto dell'Enciclopedia Italiana, l'organo che ha il compito istituzionale di tracciarne la linea editoriale e indicare i progetti futuri nel campo delle opere enciclopediche di carattere generale e settoriale.

### Ministero episcopale

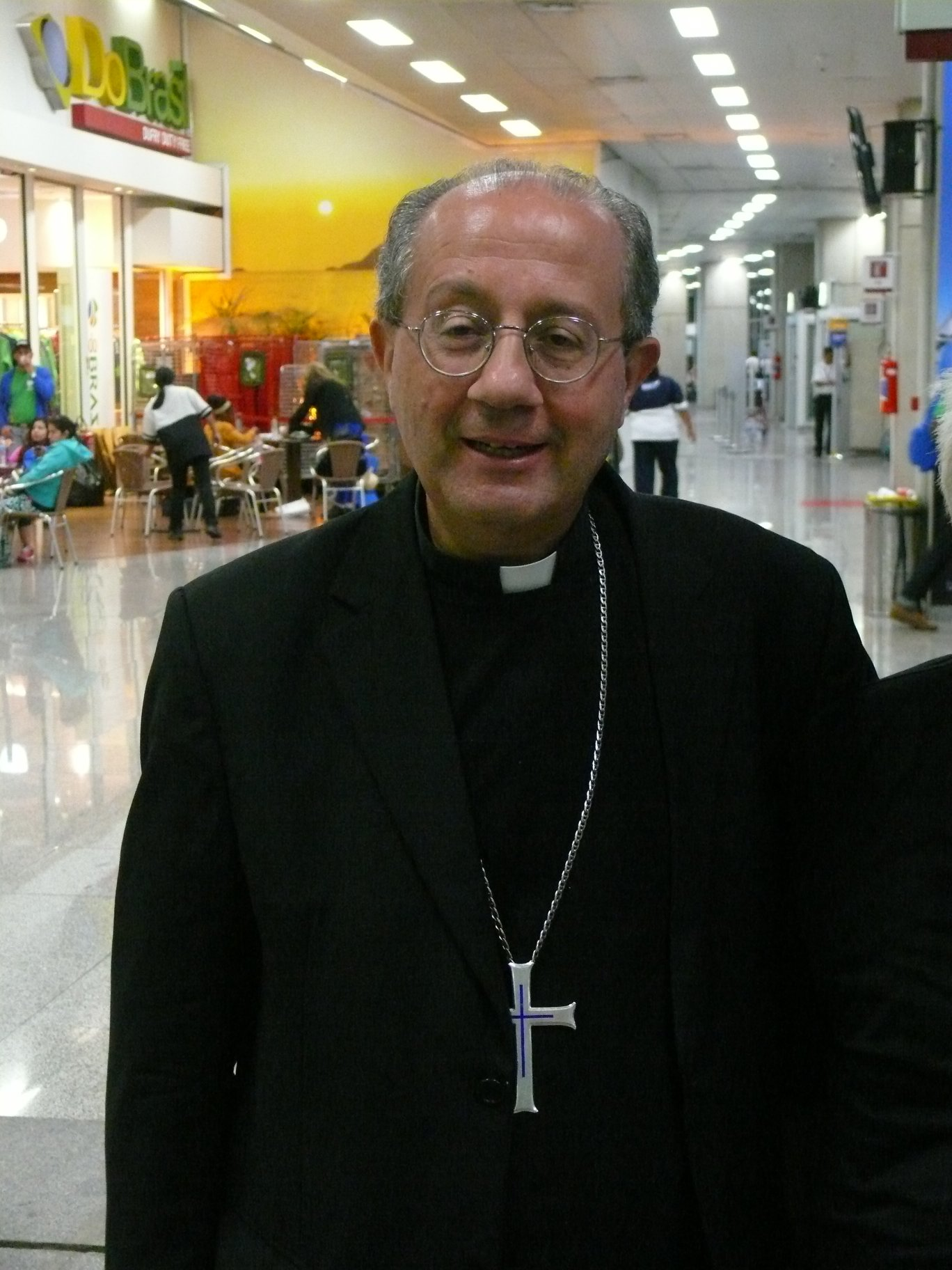
Bruno Forte, arcivescovo di Chieti-Vasto durante la Giornata Mondiale della Gioventù 2013 a Rio de Janeiro.

Il 26 giugno 2004 papa Giovanni Paolo II lo nomina arcivescovo metropolita di Chieti-Vasto; succede ad Edoardo Menichelli, precedentemente nominato arcivescovo metropolita di Ancona-Osimo. Riceve l'ordinazione episcopale l'8 settembre successivo, nella cattedrale di Napoli, dal cardinale Joseph Ratzinger (poi papa Benedetto XVI), prefetto della Congregazione per la dottrina della fede, co-consacranti il cardinale Michele Giordano, arcivescovo metropolita di Napoli, e Luigi Diligenza, arcivescovo di Capua, suo rettore in seminario e padre spirituale per molti anni. Prende possesso dell'arcidiocesi il 25 settembre.
Il 1º settembre 2006 accoglie papa Benedetto XVI, in visita in Abruzzo, al santuario del Volto Santo di Manoppello.
È presidente della Commissione episcopale per la dottrina della fede, l'annuncio e la catechesi della CEI per il quinquennio 2005-2010. Nel 2010 è nominato membro della Commissione episcopale per l'ecumenismo e il dialogo per il quinquennio 2010-2015.
Il 7 gennaio 2010 riceve la cittadinanza onoraria del comune di Pignataro Interamna, dove la sua famiglia aveva delle terre presso cui trascorreva di quando in quando qualche giorno.
È membro ordinario della Pontificia accademia di teologia, della Commissione teologica internazionale e della Pontificia accademia mariana internazionale; membro del Pontificio consiglio della cultura e consultore del Pontificio consiglio per la promozione dell'unità dei cristiani; il 15 gennaio 2011 è nominato membro del Pontificio consiglio per la promozione della nuova evangelizzazione.
Il 14 ottobre 2013 papa Francesco lo nomina segretario speciale della III Assemblea generale straordinaria del Sinodo dei vescovi, tenutasi dal 5 al 19 ottobre 2014 sul tema della famiglia. Forte è l'autore effettivo della controversa Relatio post disceptationem, in cui si mostra apprezzamento per i matrimoni civili, le convivenze more uxorio e le unioni omosessuali.
Il 21 novembre 2014 viene nominato segretario speciale anche della XIV Assemblea generale ordinaria del Sinodo dei vescovi (4-25 ottobre 2015), sempre sul tema della famiglia.
Il 18 gennaio 2016 i vescovi di Abruzzo e Molise lo eleggono presidente della Conferenza episcopale abruzzese-molisana. Nel 2018 viene insignito dell'Ordine della Minerva presso l'Università degli Studi "Gabriele d'Annunzio".

## Posizioni teologiche, morali, sociali e su temi politici
È considerato un prelato di stampo moderatamente progressista. Alcune sue affermazioni teologiche hanno suscitato critiche, in quanto considerate azzardate e non perfettamente in linea con la dottrina tradizionale cattolica.
Nel contesto culturale del tramonto della ragione totalizzante, inizia la sua riflessione filosofico-teologica-poetologica partendo dalla crisi dell'io-soggetto nell'ascolto dell'altro. La parola dell'altro è al centro del suo costante dialogo con gli esponenti più significativi della filosofia e della teologia del nostro tempo: da Martin Heidegger a Rudolf Bultmann e Karl Rahner, da Karl Jaspers a Emmanuel Lévinas e a Emmanuel Mounier.
Articola la questione dell'altro essenzialmente su cinque livelli:
- come evento di linguaggio interessa l'ermeneutica;
- come rivelazione appartiene alla teologia;
- come nominazione alla metafisica;
- come deterritorializzazione o esodo è un problema antropologico;
- e infine sotto il segno della storia si manifesta come resistenza, che ha trovato nel martirio di Dietrich Bonhoeffer la sua forma più alta.

Da Tommaso d'Aquino riprende la concezione della filosofia non come "amore della sapienza" aristocratico, ma come "sapienza dell'amore" in cui «il Figlio è stato mandato… a istruire l’intelletto in tal modo che prorompa nell’affetto dell’amore» (Summa Theologiae). Essa è una vera e propria scienza, sostenuta dal sapere di impianto aristotelico che non rinnega il dogma del mistero rivelato e della tradizione dei Padri.

## Genealogia episcopale e successione apostolica
La genealogia episcopale è:
- Cardinale Scipione Rebiba
- Cardinale Giulio Antonio Santori
- Cardinale Girolamo Bernerio, O.P.
- Arcivescovo Galeazzo Sanvitale
- Cardinale Ludovico Ludovisi
- Cardinale Luigi Caetani
- Cardinale Ulderico Carpegna
- Cardinale Paluzzo Paluzzi Altieri degli Albertoni
- Papa Benedetto XIII
- Papa Benedetto XIV
- Papa Clemente XIII
- Cardinale Bernardino Giraud
- Cardinale Alessandro Mattei
- Cardinale Pietro Francesco Galleffi
- Cardinale Giacomo Filippo Fransoni
- Cardinale Antonio Saverio De Luca
- Arcivescovo Gregor Leonhard Andreas von Scherr, O.S.B.
- Arcivescovo Friedrich von Schreiber
- Arcivescovo Franz Joseph von Stein
- Arcivescovo Joseph von Schork
- Vescovo Ferdinand von Schlör
- Arcivescovo Johann Jakob von Hauck
- Vescovo Ludwig Sebastian
- Cardinale Joseph Wendel
- Arcivescovo Josef Schneider
- Vescovo Josef Stangl
- Papa Benedetto XVI
- Arcivescovo Bruno Forte

La successione apostolica è:
- Vescovo Domenico Angelo Scotti (2005)
- Vescovo Pietro Santoro (2007)
- Vescovo Camillo Cibotti (2014)

## Opere
Le sue numerose opere si possono distinguere, secondo il suo progetto, in tre gruppi: la Simbolica della fede, la Dialogica dell'amore e la Poetica della speranza.
- Alla Simbolica della fede appartiene la Simbolica Ecclesiale in 8 volumi. Questi i titoli:
  -  Bruno Forte, La parola della fede: introduzione alla simbolica ecclesiale, collana Simbolica ecclesiale, San Paolo, 1996, ISBN 978-88-215-3128-6.
  - La teologia come compagnia, memoria e profezia. Introduzione al senso e al metodo della teologia come storia, San Paolo, Cinisello Balsamo (Milano) 1987, ISBN 8821531295
  -  Bruno Forte, Gesù di Nazaret, storia di Dio, Dio della storia: saggio di una cristologia come storia, collana Simbolica ecclesiale, 6. ed, Ed. Paoline, 1989, ISBN 978-88-215-1713-6.
  - Gesù di Nazaret, storia di Dio, Dio della storia. Saggio di una cristologia come storia, Lettore: Ezio Bianchi, Centro Internazionale del Libro Parlato, Feltre (Belluno), 2003.
  - Trinità come storia. Saggio sul Dio cristiano, San Paolo, Cinisello Balsamo (Milano) 1985, ISBN 8821509311
  - La chiesa della Trinità. Saggio sul mistero della Chiesa, comunione e missione, San Paolo, Cinisello Balsamo (Milano) 1995, ISBN 8821529592
  -  Bruno Forte, L'eternità nel tempo: saggio di antropologia ed etica sacramentale, collana Simbolica ecclesiale, Paoline, 1993, ISBN 978-88-215-2622-0.
  -  Bruno Forte, Teologia della storia: saggio sulla rivelazione, l'inizio e il compimento, collana Simbolica ecclesiale, Ed. Paoline, 1991, ISBN 978-88-215-2095-2.
  - Maria, la donna icona del mistero. Saggio di mariologia simbolico-narrativa, San Paolo, Cinisello Balsamo (Milano) 1989, ISBN 8821531309
- Tra i titoli della Dialogica dell'amore:
  - La chiesa nell'eucaristia, D'Auria, Napoli 1975, ISBN 8870920097
  - La Chiesa, icona della Trinità. Breve ecclesiologia, Queriniana, Brescia 1984, 202010, ISBN 9788839912091
  -  Bruno Forte, Laicato e laicità: saggi ecclesiologici, collana Collana "terzomillennio", 3. ed, Marietti, 1987, ISBN 978-88-211-6856-7.
  -  Bruno Forte, Cristologie del novecento: contributi di storia della cristologia ad una cristologia come storia, collana Giornale di teologia, 3. ed, Queriniana, 1995, ISBN 978-88-399-0645-8.
  -  Bruno Forte, Sui sentieri dell'Uno: saggi di storia della teologia, Paoline, 1992, ISBN 978-88-215-2520-9.
  -  Bruno Forte, Confessio theologi: ai filosofi, collana Ex-corde, Cronopio, 1996, ISBN 978-88-85414-14-3.
  -  Bruno Forte, In ascolto dell'altro: filosofia e rivelazione, 1. ed, Morcelliana, 1995, ISBN 978-88-372-1587-3.
  -  Bruno Forte, Trinità per atei, collana Scienza e idee, 1. ed, R. Cortina, 1996, ISBN 978-88-7078-407-7.
- Alla Poetica della speranza appartengono questi titoli:
  - Sull'amore, D'Auria, Napoli 1988
  - Sul sacerdozio ministeriale. Due meditazioni teologiche, San Paolo, Cinisello Balsamo (Milano) 1989
  -  Bruno Forte, Dove va il cristianesimo?, collana Giornale di teologia, 2. ed, Queriniana, 2001, ISBN 978-88-399-0771-4.